# Ixion (Frankrijk)

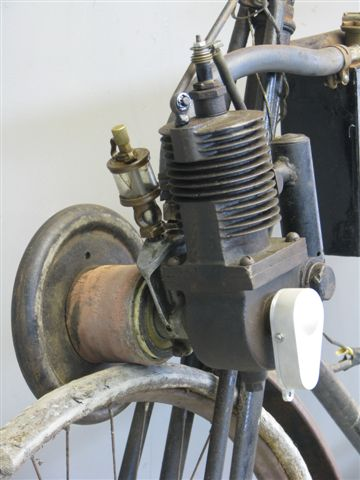
Zo zagen de Ixion-blokjes er uit, maar dit is een door het Duitse merk Komet in licentie geproduceerd exemplaar uit 1902

Ixion is een historisch merk van hulpmotoren.
Dit Franse merk produceerde rond 1900 lichte eencilindertweetakthulpmotoren, die waren ontwikkeld door Léon Cordonnier uit Rijsel. Er zouden versies van 1, 3 en 4 pk zijn geweest. In die tijd was het gebruik van tweetaktmotoren nog niet in zwang: meestal werden dergelijke hulpmotortjes uitgevoerd als viertakten met een snuffelklep. De Ixion-motoren konden voor het stuur van een fiets worden gemonteerd en dreven dan het voorwiel aan met een rubber schijf. Door middel van een hefboomsysteem kon het blokje van het voorwiel worden getild waardoor de aandrijving wegviel.
Deze Franse Ixion-motortjes werden door Komet in Dresden in licentie geproduceerd.
Voor andere merken met deze naam zie Ixion (Birmingham) en Ixion (Londen).